# Anatolij Złenko
Anatolij Maksymowycz Złenko ukr. Анато́лій Макси́мович Зле́нко (ur. 2 czerwca 1938 w Stawyszczach, zm. 1 marca 2021) – radziecki i ukraiński dyplomata i polityk, ostatni Minister Spraw Zagranicznych Ukraińskiej Socjalistycznej Republiki Radzieckiej (1990–1991), Minister Spraw Zagranicznych Ukrainy (1991–1994 i 2000–2003).

## Życiorys
W 1959 ukończył technikum górnicze w Kijowie, pracował jako majster w kopalni w Kadijewce. W latach 1962–1967 studiował na Uniwersytecie Kijowskim w specjalności tłumacz-referent. W sowieckiej służbie dyplomatycznej od 1967. W latach 1967–1973 w wydziale organizacji międzynarodowych Ministerstwa Spraw Zagranicznych Ukraińskiej SRR. Od 1973 do 1979 pracownik sekretariatu UNESCO w Paryżu. W latach 1979–1983 radca wydziału organizacji międzynarodowych MSZ USRR. Od października 1983 do marca 1987 stały przedstawiciel USRR przy UNESCO.
Od kwietnia 1987 do lipca 1989 wiceminister spraw zagranicznych USRR, od lipca 1989 do lipca 1990 pierwszy wiceminister spraw zagranicznych USRR. Od lipca 1990 minister spraw zagranicznych USRR, od deklaracji niepodległości Ukrainy (24 sierpnia 1991) do 25 sierpnia 1994 – minister spraw zagranicznych Ukrainy.
Od września 1994 do września 1997 – ambasador Ukrainy przy ONZ, od 19 września 1997 do 2 października 2000 ambasador Ukrainy we Francji, równolegle  od 19 września 1997 do 17 października 2000 stały przedstawiciel Ukrainy przy UNESCO (od 23 listopada 1998 przedstawiciel Ukrainy w Radzie Wykonawczej UNESCO). Akredytowany równolegle jako ambasador w Portugalii. Od października 2000 do września 2003 ponownie minister spraw zagranicznych Ukrainy. Od października 2003 do stycznia 2005 doradca prezydenta Ukrainy od spraw międzynarodowych, od grudnia 2003 do marca 2005 przedstawiciel Ukrainy w komisji praw człowieka ONZ. Od października 2006 do grudnia 2007 doradca premiera Ukrainy Wiktora Janukowycza do spraw zagranicznych.
Od 2010 dziekan wydziału stosunków międzynarodowych Kijowskiego Uniwersytetu Slawistycznego i prorektor Uniwersytetu.

## Odznaczenia
- Order Księcia Jarosława Mądrego I, II, III, IV, V klasy[2][3][4][5][6]
- Order „Za zasługi” I, II, III klasy[7][8][9]
- Krzyż Wielki Orderu Zasługi (Portugalia, 1998)[10]
- Krzyż Komandorski z Gwiazdą Orderu Świętego Grzegorza Wielkiego (Watykan, 2001)[11][12]